# 奥比 (人名)
奥比是瑞典語姓氏的中文译名。以下知名人物使用此姓氏：
- 埃里克·奥比（英语：Erik Aaby）（1947年10月17日-），挪威拉力赛车手。
- 贡纳尔·奥比（丹麥語：Gunnar Aaby）（1895年7月9日-1966年8月22日），丹麦足球运动员。
- 彼得·奥比（1944-），丹麦科学家。

奥比也是丹麦语姓氏的中文译名。以下知名人物使用此姓氏：
- 卡伦·奥比（丹麥語：Karen Aabye）（1904年9月19日-1982年9月15日），丹麦作家。
- 约根·奥比（丹麥語：Jørgen Aabye）（1868年6月9日-1959年6月22日），丹麦画家。
- 芬恩·奥比（英语：Finn Aabye）（1935年7月7日-），丹麦制片人。
- 埃德加·奥比（丹麥語：Edgar Aabye）（1865年9月14日-1941年4月30日），丹麦运动员。
- 达格·奥比（英语：Dag Aabye）（1941-），挪威运动员。

此外，奥比也是尼日利亚英语姓或名的中文译名。以下知名人物使用此人名：
- 乔尔·奥比（1991年－），尼日利亚足球运动员。
- 奥比·莫尼克（1983年11月2日－），尼日利亚足球运动员。
- 奥比·托平（1998年3月4日－），美国男子篮球运动员。